# Chari Khand
Der Chari Khand (andere Schreibweise: Charikand) ist ein 5886 m (nach anderen Quellen 5888 m) hoher Berg im äußersten Westen des Karakorum-Gebirges im pakistanischen Sonderterritorium Gilgit-Baltistan. 

## Lage
Der Chari Khand befindet sich in einem von Norden nach Süden verlaufenden Bergkamm, der die Flusstäler von Hunza im Osten und Naltar im Westen trennt. Weiter nördlich befinden sich die Gipfel von Mehrbani Peak (5639 m) und Snow Dome (5029 m).

## Besteigungsgeschichte
Im Himalaya-Index sind bisher keine Besteigungen des Chari Khand dokumentiert.